# Gran Premio motociclistico del Brasile 1995
Il Gran Premio motociclistico di Rio 1995 fu l'undicesimo appuntamento del motomondiale 1995.
Si svolse il 17 settembre 1995 all'Autódromo Internacional Nelson Piquet e vide la vittoria di Luca Cadalora nella classe 500, di Doriano Romboni nella classe 250 e di Masaki Tokudome nella classe 125.
Grazie ai podi ottenuti, Max Biaggi e Haruchika Aoki conquistano matematicamente i titoli, rispettivamente, di classe 250 e classe 125. Per l'italiano si tratta del secondo mondiale consecutivo nella stessa classe.

## Classe 500

### Arrivati al traguardo
| Pos. | Nº | Pilota            | Squadra                  | Motocicletta  | Giri | Tempo     | Griglia | Punti |
| ---- | -- | ----------------- | ------------------------ | ------------- | ---- | --------- | ------- | ----- |
| 1    | 2  | Luca Cadalora     | Marlboro Team Roberts    | Yamaha        | 24   | 46:18.206 | 2       | 25    |
| 2    | 1  | Mick Doohan       | Repsol Honda             | Honda         | 24   | +5.569    | 1       | 20    |
| 3    | 17 | Norifumi Abe      | Marlboro Team Roberts    | Yamaha        | 24   | +12.282   | 3       | 16    |
| 4    | 4  | Daryl Beattie     | Lucky Strike Suzuki      | Suzuki        | 24   | +15.208   | 11      | 13    |
| 5    | 45 | Scott Russell     | Lucky Strike Suzuki      | Suzuki        | 24   | +15.610   | 7       | 11    |
| 6    | 6  | Àlex Crivillé     | Repsol Honda             | Honda         | 24   | +24.036   | 5       | 10    |
| 7    | 12 | Carlos Checa      | Fortuna-Honda-Pons       | Honda         | 24   | +24.490   | 10      | 9     |
| 8    | 9  | Alex Barros       | Barros-Kanemoto-Honda    | Honda         | 24   | +24.701   | 4       | 8     |
| 9    | 65 | Loris Capirossi   | Marlboro Team Pileri     | Honda         | 24   | +37.252   | 8       | 7     |
| 10   | 7  | Shin'ichi Itō     | Repsol Honda             | Honda         | 24   | +53.657   | 9       | 6     |
| 11   | 25 | Neil Hodgson      | World Champ. Motorsports | Yamaha        | 24   | +59.260   | 6       | 5     |
| 12   | 10 | Jeremy McWilliams | Team Millar              | Yamaha        | 24   | +1:09.888 | 15      | 4     |
| 13   | 18 | Laurent Naveau    | Team Roc                 | ROC Yamaha    | 24   | +1:10.390 | 14      | 3     |
| 14   | 8  | Sean Emmett       | Harris Grand Prix        | Harris Yamaha | 24   | +1:10.717 | 16      | 2     |
| 15   | 14 | Adrian Bosshard   | Thommen Elf Racing       | ROC Yamaha    | 24   | +1:10.928 | 18      | 1     |
| 16   | 69 | James Haydon      | Harris Grand Prix        | Harris Yamaha | 24   | +1:42.962 | 19      |       |
| 17   | 37 | Frédéric Protat   | FP Racing                | ROC Yamaha    | 24   | +1:57.758 | 23      |       |
| 18   | 23 | Eugene McManus    | Padgetts Racing          | Harris Yamaha | 23   | +1 giro   | 25      |       |
| 19   | 22 | Lucio Pedercini   | Team Pedercini           | ROC Yamaha    | 23   | +1 giro   | 24      |       |
| 20   | 39 | Lee Pullan        | Padgetts Racing          | Harris Yamaha | 23   | +1 giro   | 27      |       |
| 21   | 40 | José Kuhn         | M.T.D.                   | ROC Yamaha    | 23   | +1 giro   | 26      |       |

### Ritirati
| Nº | Pilota               | Squadra           | Motocicletta  | Giri | Griglia |
| -- | -------------------- | ----------------- | ------------- | ---- | ------- |
| 20 | Cristiano Migliorati | Harris Grand Prix | Harris Yamaha | 21   | 21      |
| 19 | Juan Borja           | Roc N.R.J.        | ROC Yamaha    | 13   | 12      |
| 44 | Marc Garcia          | DR Team Shark     | ROC Yamaha    | 9    | 20      |
| 51 | Jean Pierre Jeandat  | Jpj Paton         | Paton         | 9    | 22      |
| 70 | Marco Papa           | Team Marco Papa   | ROC Yamaha    | 7    | 29      |
| 11 | Bernard Garcia       | Roc N.R.J.        | ROC Yamaha    | 5    | 17      |
| 13 | Loris Reggiani       | Aprilia Racing    | Aprilia       | 4    | 13      |
| 21 | Bernard Haenggeli    | Haenggeli Racing  | ROC Yamaha    | 2    | 28      |
| 24 | Scott Gray           | Starsport         | Harris Yamaha | 0    | 30      |

## Classe 250

### Arrivati al traguardo
| Pos. | Nº | Pilota                    | Squadra              | Motocicletta | Giri | Tempo     | Griglia | Punti |
| ---- | -- | ------------------------- | -------------------- | ------------ | ---- | --------- | ------- | ----- |
| 1    | 4  | Doriano Romboni           | Honda Team Agostini  | Honda        | 22   | 43:45.464 | 6       | 25    |
| 2    | 1  | Max Biaggi                | Chesterfield Aprilia | Aprilia      | 22   | +1.345    | 1       | 20    |
| 3    | 2  | Tadayuki Okada            | Team HRC             | Honda        | 22   | +1.390    | 8       | 16    |
| 4    | 28 | Ralf Waldmann             | HB Honda Germany     | Honda        | 22   | +1.702    | 4       | 13    |
| 5    | 7  | Tetsuya Harada            | Marlboro Team Rainey | Yamaha       | 22   | +1.834    | 7       | 11    |
| 6    | 6  | Jean-Philippe Ruggia      | Elf-Honda-Tech 3     | Honda        | 22   | +2.148    | 2       | 10    |
| 7    | 19 | Olivier Jacque            | Elf-Honda-Tech 3     | Honda        | 22   | +22.078   | 3       | 9     |
| 8    | 10 | Nobuatsu Aoki             | Blumex Rheos Racing  | Honda        | 22   | +33.846   | 14      | 8     |
| 9    | 18 | Roberto Locatelli         | Aprilia Racing       | Aprilia      | 22   | +35.448   | 10      | 7     |
| 10   | 9  | Luis d'Antín              | MX Onda-S.S.P. Comp. | Honda        | 22   | +37.422   | 11      | 6     |
| 11   | 29 | Jürgen Fuchs              | HB Honda Germany     | Honda        | 22   | +46.659   | 13      | 5     |
| 12   | 13 | Eskil Suter               | Mohag Aprilia        | Aprilia      | 22   | +56.708   | 16      | 4     |
| 13   | 25 | Kenny Roberts Jr          | Marlboro Team Rainey | Yamaha       | 22   | +56.906   | 12      | 3     |
| 14   | 30 | José Luis Cardoso         | PR2 Aprilia          | Aprilia      | 22   | +57.023   | 19      | 2     |
| 15   | 23 | Luis Maurel               | Maurel Competicion   | Honda        | 22   | +1:02.608 | 27      | 1     |
| 16   | 14 | Rubén Xaus                | Fortuna-Honda-Pons   | Honda        | 22   | +1:09.694 | 25      |       |
| 17   | 3  | Takeshi Tsujimura         | Fcc Technical Sports | Honda        | 22   | +1:09.776 | 23      |       |
| 18   | 16 | Patrick van den Goorbergh | Docshop Racing       | Aprilia      | 22   | +1:22.220 | 24      |       |
| 19   | 5  | Niall Mackenzie           | Docshop Racing       | Aprilia      | 22   | +1:23.690 | 15      |       |
| 20   | 22 | Adolf Stadler             | Veitinger            | Aprilia      | 22   | +1:49.322 | 26      |       |
| 21   | 24 | Bernd Kassner             | Team Munich          | Aprilia      | 22   | +1:49.455 | 28      |       |

### Ritirati
| Nº | Pilota                   | Squadra              | Motocicletta | Giri | Griglia |
| -- | ------------------------ | -------------------- | ------------ | ---- | ------- |
| 8  | Jean-Michel Bayle        | Chesterfield Aprilia | Aprilia      | 12   | 9       |
| 31 | Miguel Angel Castilla    | Troll 10x10 Repsol   | Honda        | 10   | 20      |
| 21 | Gregorio Lavilla         | MX Onda-S.S.P. Comp. | Honda        | 8    | 22      |
| 37 | José Barresi             | Maxell Team Global   | Honda        | 7    | 17      |
| 26 | Davide Bulega            | Givi Racing          | Honda        | 7    | 18      |
| 32 | Pere Riba                | Bjc Racing           | Aprilia      | 3    | 29      |
| 17 | Jurgen van den Goorbergh | Maxell Team Global   | Honda        | 1    | 5       |
| 55 | Régis Laconi             | Equipe De France GP  | Honda        | 1    | 21      |
| 15 | Oliver Petrucciani       | Edo Racing           | Aprilia      | 0    | 30      |

## Classe 125

### Arrivati al traguardo
| Pos. | Nº | Pilota             | Squadra                | Motocicletta | Giri | Tempo     | Griglia | Punti |
| ---- | -- | ------------------ | ---------------------- | ------------ | ---- | --------- | ------- | ----- |
| 1    | 8  | Masaki Tokudome    | Ditter Plastic         | Aprilia      | 20   | 41:29.854 | 3       | 25    |
| 2    | 17 | Gianluigi Scalvini | Ipa Aprilia            | Aprilia      | 20   | +0.204    | 6       | 20    |
| 3    | 12 | Haruchika Aoki     | Blumex Rheos Racing    | Honda        | 20   | +0.422    | 2       | 16    |
| 4    | 10 | Herri Torrontegui  | Pit Lane Racing        | Honda        | 20   | +0.548    | 4       | 13    |
| 5    | 2  | Noboru Ueda        | Givi Racing            | Honda        | 20   | +8.834    | 8       | 11    |
| 6    | 14 | Akira Saito        | Docshop Racing         | Honda        | 20   | +8.950    | 5       | 10    |
| 7    | 44 | Darren Barton      | Scott-Attac!           | Yamaha       | 20   | +9.012    | 17      | 9     |
| 8    | 4  | Dirk Raudies       | HB Team Raudies        | Honda        | 20   | +9.612    | 14      | 8     |
| 9    | 20 | Tomomi Manako      | Fcc Technical Sports   | Honda        | 20   | +14.174   | 15      | 7     |
| 10   | 26 | Emilio Alzamora    | Scot-San Patrignano    | Honda        | 20   | +19.244   | 7       | 6     |
| 11   | 6  | Jorge Martínez     | Aspar Cepsa            | Yamaha       | 20   | +26.088   | 12      | 5     |
| 12   | 9  | Hideyuki Nakajō    | Jha Racing             | Honda        | 20   | +33.976   | 13      | 4     |
| 13   | 28 | Takehiro Yamamoto  | Moto Bum Team Harc Pro | Honda        | 20   | +34.208   | 9       | 3     |
| 14   | 11 | Stefan Prein       | Energizer Elf/Prein    | Honda        | 20   | +34.436   | 20      | 2     |
| 15   | 19 | Yoshiaki Katō      | Aspar Cepsa            | Yamaha       | 20   | +34.932   | 21      | 1     |
| 16   | 63 | Josep Sarda        | Europa Zwafink         | Honda        | 20   | +35.048   | 16      |       |
| 17   | 21 | Tomoko Igata       | Fcc Technical Sports   | Honda        | 20   | +37.817   | 25      |       |
| 18   | 5  | Peter Öttl         | Marlboro-Aprilia-Eckl  | Aprilia      | 20   | +38.138   | 24      |       |
| 19   | 23 | Manfred Geissler   | Marlboro-Aprilia-Eckl  | Aprilia      | 20   | +52.498   | 28      |       |
| 20   | 37 | Ken Miyasaka       | Jha Racing             | Honda        | 20   | +52.640   | 18      |       |
| 21   | 29 | Yoshiyuki Sugai    | Racing Supply          | Honda        | 20   | +1:10.903 | 19      |       |

### Ritirati
| Nº | Pilota           | Squadra               | Motocicletta | Giri | Griglia |
| -- | ---------------- | --------------------- | ------------ | ---- | ------- |
| 1  | Kazuto Sakata    | Krona-Aprilia         | Aprilia      | 16   | 11      |
| 7  | Stefano Perugini | Ipa Aprilia           | Aprilia      | 16   | 1       |
| 38 | Luigi Ancona     | Scot-San Patrignano   | Honda        | 10   | 22      |
| 24 | Gabriele Debbia  | Debbia Team Semprucci | Yamaha       | 9    | 27      |
| 18 | Oliver Koch      | Ditter Plastic        | Aprilia      | 7    | 10      |
| 40 | Massimo d'Agnano | Scuderia Alfa Ducados | Aprilia      | 3    | 29      |
| 22 | Andrea Ballerini | Krona-Aprilia         | Aprilia      | 3    | 26      |
| 32 | Hiroyuki Kikuchi | Elf Team Kepla        | Honda        | 2    | 23      |